# 曹丹辉
曹丹辉（1915年—1977年），中国人民解放军将领、中国人民解放军开国少将。
曾任中国人民解放军总参谋部通信部副部长。1955年，授予中国人民解放军少将。